# Lohne (Hunte)
Die Lohne ist ein rechtsseitiger  Nebenfluss der Hunte. Sie fließt ausschließlich im südlichen Bereich des Landkreises Diepholz (Niedersachsen). Die Lohne ist kein natürlich entstandener Fluss. Ihr südlicher Abschnitt wurde 1586 und 1587 auf Anordnung der Celler Regierung als Abzugskanal vor allem zur Entwässerung des Diepholzer Bruchs angelegt. Der Abschnitt durch Diepholz wurde nach 1769 angelegt. Die Lohne wurde zum Hauptabfluss des Dümmer.

## Name
Der Name bedeutet im Niederdeutschen „Abzugsgraben, Wasserleitung, enger Weg“.

## Verlauf
Die 10,5 Kilometer lange Lohne verläuft ausschließlich zwischen dem niedersächsischen Binnensee Dümmer und der niedersächsischen Kreisstadt Diepholz. Sie entspringt dem Dümmer, und zwar an seiner Nordost-Ecke, fließt dann in nördlicher Richtung, unterquert die Bundesstraße 51 an der Stadtgrenze von Diepholz zur Samtgemeinde Altes Amt Lemförde und fließt dann östlich der B 51 weiter.
Südlich des Stadtkerns von Diepholz gibt sie in östlicher Richtung die Strothe ab, die nordöstlich des Diepholzer Stadtkerns in die Grawiede fließt. Die Lohne selbst fließt mitten durch den Stadtkern von Diepholz. In der Nähe von Schloss Diepholz spaltet sie sich in Vorder- und Hinterlohne (Mühlkanal) und kommt kurz danach wieder an der Stelle zusammen, an der bis 1928 die Diepholzer Wassermühle stand. Nördlich dieses Zusammenflusses fließt die Lohne als Flöthe zu ihrer Mündung in die Hunte direkt südlich der Thouarsstraße.

## Belege
1. ↑   Gade: Die Grafschaft Diepholz, historisch-geografisch-statistische Beschreibung. 1901
2. ↑  Dümmer-Beirat: Lohne – mal Fluss, mal See. Diepholz braucht Unterstützung. Agenda 21-Förderverein Diepholz: Dümmerforum 30. November 2016. S. 5
3. ↑  Albrecht Greule: Deutsches Gewässernamenbuch. Walter de Gruyter, Berlin / Boston 2014, ISBN 978-3-11-057891-1, S. 321, „Lohne“ (Auszug in der Google-Buchsuche).